# B2B-reklam
B2B-reklam (från engelskans "business-to-business") är reklam från ett företag till ett annat. Ibland brukar man också prata om industrireklam eller producentreklam. Några vanliga skillnader mellan konsumentreklam (även kallat B2C-reklam) och B2B-reklam är att B2B-reklam:
- brukar avse komplexa varor och tjänster
- endast är en del i en längre köpprocess
- måste samspela med personlig försäljning
- riktar sig till små, specialiserade målgrupper
- oftast går via smala, selektiva medier

Sveriges största B2B-reklambyrå genom tiderna är Anderson & Lembke, som grundades 1963 av Bengt Anderson och Rolf Lembke.